# Minu Barati

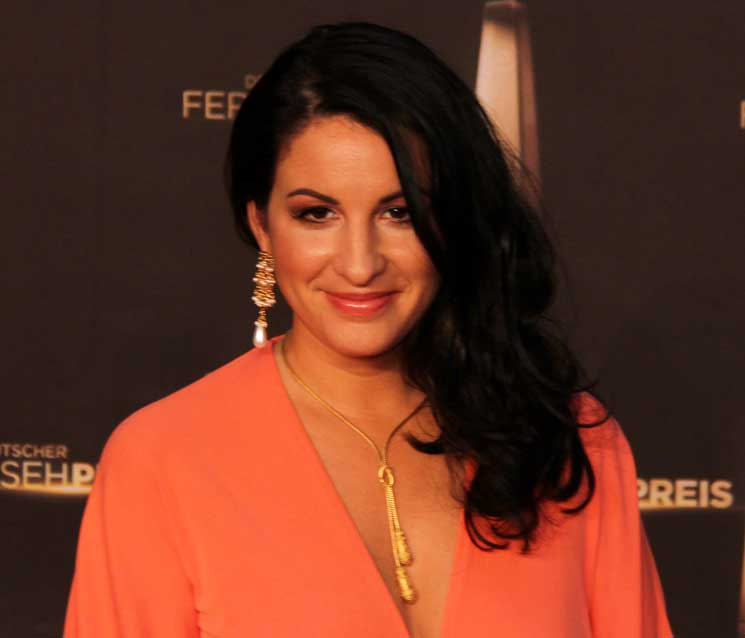
Minu Barati beim Deutschen Fernsehpreis 2012

Minu Barati (auch Minu Barati-Fischer; * 11. November 1975 in West-Berlin) ist eine deutsche Filmproduzentin und Drehbuchautorin. Sie ist die Ehefrau von Joschka Fischer.

## Ausbildung und Beruf
Minu Barati besuchte die Königin-Luise-Stiftung, eine Privatschule in Berlin-Dahlem. Anschließend studierte sie von 2001 bis 2005 an der Deutschen Film- und Fernsehakademie Berlin (dffb) in der Produzentenklasse. Danach war Minu Barati bei der Kölner action concept Film- und Stuntproduktion GmbH und anderen Produktionsfirmen beschäftigt. 2009 machte sich Minu Barati mit ihrer Produktionsfirma Jooyaa Filmproduktion selbständig. 2012 produzierte sie mit Ausgerechnet Sibirien ihren ersten Kinofilm, für den sie zusammen mit Michael Ebmeyer auch das Drehbuch schrieb.
2013 war sie in der Jury des MIRA Awards.

## Familie
Minu Barati ist die Tochter von Nosratollah Barati-Novbari, alias Mehran Barati. Dieser ist ein führender iranischer Oppositionspolitiker der Demokratischen Partei Kurdistan-Iran und entkam 1992 nur knapp dem Mykonos-Attentat. 
1999 bekam Minu Barati eine Tochter.
Im Sommer 2003 begann Barati eine Beziehung mit Joschka Fischer. Beim Bundespresseball im November 2004 traten beide erstmals gemeinsam öffentlich auf.
Bereits im Juli 2003 berichtete die Boulevardzeitung B.Z. mehrere Tage hintereinander über die – damals noch nicht offizielle – Lebensgefährtin des Außenministers, bezeichnete sie als „Luxusweibchen“ und veröffentlichte Privatfotos. Im April 2005 erstritt Minu Barati in einem Prozess vor dem Landgericht Berlin ein Schmerzensgeld in Höhe von 30.000 Euro von der Zeitung.
Am 29. Oktober 2005 heirateten Minu Barati und Joschka Fischer in Rom. Es handelt sich um Fischers fünfte Ehe. Das Paar lebt in Berlin-Grunewald.

## Werke
- 2003: Kurzfilm Familienportrait, als Kamerafrau
- 2012: Ausgerechnet Sibirien, Produzentin und Drehbuchautorin
- 2015: Atomic Falafel, Co-Produzentin
- 2021: Plan A, Co-Produzentin